# Сешнс, Джон
Джон Гибб Маршалл (англ. John Gibb Marshall), более известный под псевдонимом Джон Сешнс (англ. John Sessions; 11 января 1953, Ларгс, Норт-Эршир, Шотландия, Великобритания — 2 ноября 2020, Лондон, Англия, Великобритания) — шотландский и голливудский актёр и комик.

## Биография
Родился в шотландском городе Ларгс. Дебют в кино состоялся в фильме «Баунти» (1984 год). Сыграл много ролей в фильмах-фэнтези. Также был постоянным участником телешоу «Whose Line Is It Anyway?»

## Фильмография
- Баунти (1984)
- Потерпевшие кораблекрушение (1986)
- Генрих V (1989)
- Папа Римский должен умереть (1991)
- Принцесса Карабу. Правдивая история (1994)
- Зимняя сказка[англ.] / «In the Bleak Midwinter» (1995)
- Искатели сокровищ (1996)
- Приключения Пиноккио (1996)
- Убийства в Мидсомере (1997—2008)
- Алый китель (1998)
- Кузина Бетта (1998)
- Гарри в стране фей (1999)
- Сон в летнюю ночь (1999)
- Один из голливудской десятки (2000)
- Тёмное королевство (2000)
- Комнаты смерти: Загадки настоящего Шерлока Холмса (2001)
- Ограбление по-английски (2001)
- Банды Нью-Йорка (2002)
- Абсолютная власть (2003)
- Потерянный принц (2003)
- Венецианский купец (2004)
- Два поросенка (2004)
- Пять детей и волшебство (2004)
- Страшно-жуткое кино (2004)
- Хокинг (2004)
- История газетёнки (2005)
- Ложное искушение (2006)
- Оливер Твист (2007)
- Дилан (2008)
- Маргарет (2009)
- Последнее воскресение (2009)
- Шерлок (2010)
- Грязь (2013)
- Доктор Кто (2014)
- Примадонна (2016)
- С любовью, Винсент (2017)
- Познакомься с новыми обстоятельствами (2017)